# Laura Branigan

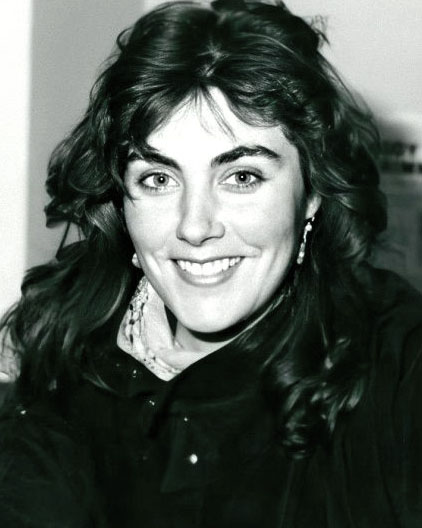
Laura Branigan (ca. 1982)

Laura Ann Branigan (* 3. Juli 1952 in Mount Kisco, New York; † 26. August 2004 in East Quogue, New York) war eine US-amerikanische Sängerin, Songwriterin und Schauspielerin. Mit über 15 Millionen verkauften Tonträgern feierte sie in den 1980er-Jahren mit Liedern wie Gloria und Self Control ihre größten Erfolge.

## Leben und Karriere
Mitte der 1970er-Jahre studierte Laura Branigan an der New Yorker American Academy of Dramatic Arts. Nach einer kurzen Zeit bei der Folkband Meadow war sie Ende der 1970er-Jahre als Backgroundsängerin für Leonard Cohen tätig. Danach begann sie ihre Solokarriere.
Die für den Grammy nominierte Branigan hatte ihre größten Erfolge in den 1980er-Jahren. Sie prägte die Popmusik jener Zeit vor allem mit von Jack White für sie produzierten Coverversionen. Gloria – 1982 in den deutschen Charts noch überhaupt nicht vertreten – war im Original von Umberto Tozzi, und der Titel Self Control – 1984 die meistverkaufte Single-Schallplatte in Deutschland – stammt von dem Italiener Raf. Ihre Songs waren Bestandteil der Filmmusik von Flashdance (1983) und Ghostbusters (1984). 1994 sang sie zusammen mit David Hasselhoff ein Duett für die US-Fernsehserie Baywatch.
Branigan trat auch als Schauspielerin auf, wie etwa 1984 in Mugsy’s Girl und 1989 in Backstage – Hinter der Bühne. 1988 und 1989 trat sie trotz des weitgehenden Boykotts westlicher Künstler wegen der Apartheid in Sun City in Südafrika auf. Im Juni 2002 spielte sie Janis Joplin in dem Off-Broadway-Musical Love, Janis.
1996 starb Branigans Ehemann Larry Kruteck – ein New Yorker Rechtsanwalt – an Darmkrebs. Daraufhin zog sie sich bis 1999 nahezu vollständig aus der Musikbranche zurück.
Branigan starb am 26. August 2004 im Alter von 52 Jahren in ihrem Haus auf Long Island  an einer Hirnblutung infolge eines gerissenen Aneurysmas. Ihre Asche wurde im Long Island Sound verstreut. Zwei Monate nach ihrem Tod wurde die EP Face Control – ein Remake ihres größten Hits Self Control – vom britischen Sänger Marc Almond gemeinsam mit der Band Replicant als eine Hommage an Branigan veröffentlicht.

## Diskografie

### Alben
| Jahr | Titel          | Höchstplatzierung, Gesamtwochen, AuszeichnungChartplatzierungen (Jahr, Titel, Platzierungen, Wochen, Auszeichnungen, Anmerkungen) | Höchstplatzierung, Gesamtwochen, AuszeichnungChartplatzierungen (Jahr, Titel, Platzierungen, Wochen, Auszeichnungen, Anmerkungen) | Höchstplatzierung, Gesamtwochen, AuszeichnungChartplatzierungen (Jahr, Titel, Platzierungen, Wochen, Auszeichnungen, Anmerkungen) | Höchstplatzierung, Gesamtwochen, AuszeichnungChartplatzierungen (Jahr, Titel, Platzierungen, Wochen, Auszeichnungen, Anmerkungen) | Höchstplatzierung, Gesamtwochen, AuszeichnungChartplatzierungen (Jahr, Titel, Platzierungen, Wochen, Auszeichnungen, Anmerkungen) | Anmerkungen |
| Jahr | Titel          | DE | AT | CH | UK | US | Anmerkungen |
| ---- | -------------- | --- | --- | --- | --- | --- | --- |
| 1982 | Branigan       | — | — | — | — | US34 Gold · (36 Wo.)US | Erstveröffentlichung: März 1982 Verkäufe: + 500.000; Produzent: Jack White |
| 1983 | Branigan 2     | — | — | — | — | US29 Gold · (37 Wo.)US | Erstveröffentlichung: März 1983 Verkäufe: + 500.000; Produzent: Jack White |
| 1984 | Self Control   | DE5 Gold · (21 Wo.)DE | AT16 (2 Wo.)AT | CH2 (19 Wo.)CH | UK16 Silber · (14 Wo.)UK | US23 Platin · (45 Wo.)US | Erstveröffentlichung: April 1984 Verkäufe: + 1.452.476 Produzenten: Jack White, Robbie Buchanan                                                                                       |
| 1985 | Hold Me        | DE31 (12 Wo.)DE | — | CH10 (12 Wo.)CH | UK64 (4 Wo.)UK | US71 (15 Wo.)US | Erstveröffentlichung: Juli 1985 Produzenten: Jack White, Harold Faltermeyer, Mark Spiro                                                                                               |
| 1987 | Touch          | — | — | CH24 (6 Wo.)CH | — | US87 (28 Wo.)US | Erstveröffentlichung: 7. Juli 1987 Produzenten: David Kershenbaum, Stock Aitken Waterman, Albert Cabrera, Tony Moran                                                                  |
| 1990 | Laura Branigan | — | — | — | — | US133 (6 Wo.)US | Erstveröffentlichung: 21. März 1990 Produzenten: Clif Magness, Dennis Matkosky, Laura Branigan, Peter Bunetta, Peter Wolf, Richard Perry, Rick Chudacoff, Steve Kepner, Steve Lindsey |
| 1993 | Over My Heart  | — | — | — | — | — | Erstveröffentlichung: 17. August 1993 |

grau schraffiert: keine Chartdaten aus diesem Jahr verfügbar

### Kompilationen
- 1988: The Best of Laura Branigan
- 1992: The Very Best of Laura Branigan
- 1995: The Best of Branigan
- 2002: The Essentials
- 2006: The Platinum Collection
- 2006: Shine On: The Ultimate Collection

### Singles
| Jahr | Titel Album                                      | Höchstplatzierung, Gesamtwochen, AuszeichnungChartplatzierungen (Jahr, Titel, Album, Platzierungen, Wochen, Auszeichnungen, Anmerkungen) | Höchstplatzierung, Gesamtwochen, AuszeichnungChartplatzierungen (Jahr, Titel, Album, Platzierungen, Wochen, Auszeichnungen, Anmerkungen) | Höchstplatzierung, Gesamtwochen, AuszeichnungChartplatzierungen (Jahr, Titel, Album, Platzierungen, Wochen, Auszeichnungen, Anmerkungen) | Höchstplatzierung, Gesamtwochen, AuszeichnungChartplatzierungen (Jahr, Titel, Album, Platzierungen, Wochen, Auszeichnungen, Anmerkungen) | Höchstplatzierung, Gesamtwochen, AuszeichnungChartplatzierungen (Jahr, Titel, Album, Platzierungen, Wochen, Auszeichnungen, Anmerkungen) | Höchstplatzierung, Gesamtwochen, AuszeichnungChartplatzierungen (Jahr, Titel, Album, Platzierungen, Wochen, Auszeichnungen, Anmerkungen) | Anmerkungen |
| Jahr | Titel Album                                      | DE | AT | CH | UK | US | Dance | Anmerkungen |
| ---- | ------------------------------------------------ | --- | --- | --- | --- | --- | --- | --- |
| 1981 | Looking Out for Number One –                     | — | — | — | — | — | Dance60 (8 Wo.)Dance | Erstveröffentlichung: April 1981 Autoren: Bill Bodine, Jack Tempchin                                                                                      |
| 1982 | All Night with Me Branigan                       | — | — | — | — | US69 (7 Wo.)US | — | Erstveröffentlichung: März 1982 Autor und Original: Chris Montan, 1980                                                                                    |
| 1982 | Gloria Branigan                                  | — | — | — | UK6 Gold · (13 Wo.)UK | US2 Platin · (36 Wo.)US | Dance4 (22 Wo.)Dance | Erstveröffentlichung: Mai 1982 Verkäufe: + 1.500.000; Autoren: Giancarlo Bigazzi, Umberto Tozzi; engl. Text: Trevor Veitch; Original: Umberto Tozzi, 1979 |
| 1983 | Solitaire Branigan 2                             | — | — | — | — | US7 (17 Wo.)US | Dance28 (11 Wo.)Dance | Erstveröffentlichung: März 1983 engl. Text: Diane Warren; Autor und Original: Martine Clémenceau, 1981                                                    |
| 1983 | How Am I Supposed to Live Without You Branigan 2 | — | — | — | — | US12 (20 Wo.)US | — | Erstveröffentlichung: Juni 1983 Autor: Michael Bolton |
| 1984 | Self Control                                     | DE1 Gold · (20 Wo.)DE | AT1 (14 Wo.)AT | CH1 (16 Wo.)CH | UK5 Silber · (17 Wo.)UK | US4 (25 Wo.)US | Dance2 (13 Wo.)Dance | Erstveröffentlichung: April 1984 Verkäufe: + 1.075.000 Autoren: Giancarlo Bigazzi, Raffaele Riefoli, Steve Piccolo Original: Raf, 1984                    |
| 1984 | The Lucky One Self Control                       | DE33 (11 Wo.)DE | — | CH21 (7 Wo.)CH | UK56 (3 Wo.)UK | US20 (15 Wo.)US | Dance10 (9 Wo.)Dance | Erstveröffentlichung: Juli 1984 Autor: Bruce Roberts |
| 1984 | Ti amo Self Control                              | — | — | — | UK100 (1 Wo.)UK | US55 (12 Wo.)US | — | Erstveröffentlichung: Oktober 1984 Autoren: Umberto Tozzi, Giancarlo Bigazzi Original: Umberto Tozzi, 1977                                                |
| 1984 | Satisfaction Self Control                        | — | — | — | — | — | Dance24 (8 Wo.)Dance | Erstveröffentlichung: Dezember 1984 Autoren: Bernd Dietrich, Engelbert Simons, Gerd Grabowski; engl. Text: Diane Warren, Mark Spiro                       |
| 1985 | Spanish Eddie Hold Me                            | DE36 (12 Wo.)DE | AT8 (14 Wo.)AT | — | UK87 (2 Wo.)UK | US40 (11 Wo.)US | Dance26 (5 Wo.)Dance | Erstveröffentlichung: Juli 1985 Autoren: David Palmer, Chuck Cochran                                                                                      |
| 1985 | Hold Me                                          | — | — | — | — | US82 (4 Wo.)US | Dance39 (2 Wo.)Dance | Erstveröffentlichung: Oktober 1985 Autoren: Beth Andersen, Bill Bodine                                                                                    |
| 1986 | I Found Someone Hold Me                          | — | — | — | — | US90 (6 Wo.)US | — | Erstveröffentlichung: Februar 1986 Autoren: Mark Mangold, Michael Bolton                                                                                  |
| 1987 | Shattered Glass Touch                            | DE43 (8 Wo.)DE | — | CH26 (4 Wo.)CH | UK78 (3 Wo.)UK | US48 (10 Wo.)US | Dance13 (9 Wo.)Dance | Erstveröffentlichung: Juni 1987 Autoren: Bob Mitchell, Steve Coe Original: Ellie Warren, 1980                                                             |
| 1987 | Power of Love Touch                              | — | — | — | — | US26 (18 Wo.)US | — | Erstveröffentlichung: September 1987 Autoren: Mary Susan Applegate, Candy de Rouge, Gunther Mende, Jennifer Rush; Original: Jennifer Rush, 1984           |
| 1990 | Moonlight on Water Laura Branigan                | — | — | — | — | US59 (9 Wo.)US | Dance44 (3 Wo.)Dance | Erstveröffentlichung: März 1990 Autoren: Andy Goldmark, Stephen Kipner Original: Kevin Raleigh, 1989                                                      |

Weitere Singles
- 1980: Fool’s Affair
- 1983: Deep in the Dark
- 1984: With Every Beat of My Heart
- 1985: Maybe Tonight
- 1987: Spirit of Love
- 1988: Cry Wolf
- 1988: Come into My Life (mit Joe Esposito)
- 1989: Heart of Me (mit Cerrone)
- 1990: Turn the Beat Around
- 1990: Never in a Million Years
- 1991: Tokio
- 1993: It’s Been Hard Enough Getting over You
- 1994: How Can I Help You to Say Goodbye
- 1995: Dim All the Lights
- 1995: I Believe (mit David Hasselhoff)
- 2004: Self Control 2004
- 2004: Gloria 2004

### Videoalben
- 1984: Laura Branigan (Laserdisc, VHS, DVD)

## Auszeichnungen für Musikverkäufe
| Goldene Schallplatte - Dänemark - 2024: für die Single Self Control - Finnland - 1984: für das Album Self Control - 1993: für das Album The Very Best of Laura Branigan - Frankreich - 1984: für die Single Self Control - Hongkong - 1989: für das Album Self Control - Kanada - 1983: für das Album Laura Branigan - Spanien - 2024: für die Single Self Control | Platin-Schallplatte - Kanada - 1983: für die Single Gloria - 1984: für das Album Self Control |

Anmerkung: Auszeichnungen in Ländern aus den Charttabellen bzw. Chartboxen sind in ebendiesen zu finden.
| Land/RegionAuszeichnungen für Musikverkäufe (Land/Region, Auszeichnungen, Verkäufe, Quellen) | Silber     | Gold       | Platin     | Verkäufe  | Quellen             |
| -------------------------------------------------------------------------------------------- | ---------- | ---------- | ---------- | --------- | ------------------- |
| Dänemark (IFPI)                                                                              | —          | Gold1      | —          | 45.000    | ifpi.dk             |
| Deutschland (BVMI)                                                                           | —          | 2× Gold2   | —          | 500.000   | musikindustrie.de   |
| Finnland (IFPI)                                                                              | —          | 2× Gold2   | —          | 58.360    | ifpi.fi             |
| Frankreich (SNEP)                                                                            | —          | Gold1      | —          | 500.000   | infodisc.fr         |
| Hongkong (IFPI/HKRIA)                                                                        | —          | Gold1      | —          | 10.000    | ifpihk.org          |
| Kanada (MC)                                                                                  | —          | Gold1      | 2× Platin2 | 250.000   | musiccanada.com     |
| Spanien (Promusicae)                                                                         | —          | Gold1      | —          | 30.000    | elportaldemusica.es |
| Vereinigte Staaten (RIAA)                                                                    | —          | 2× Gold2   | 2× Platin2 | 3.000.000 | riaa.com            |
| Vereinigtes Königreich (BPI)                                                                 | 2× Silber2 | Gold1      | —          | 710.000   | bpi.co.uk           |
| Insgesamt                                                                                    | 2× Silber2 | 12× Gold12 | 4× Platin4 |           |                     |

## Filmografie (Auswahl)
- 1983: CHiPs (Fernsehserie, Folge: Fox Trap)
- 1984: Die Schlamm-Babies (Delta Pi)
- 1984: Automan (Fernsehserie, Folge: MTV Murder)
- 1988: Backstage – Hinter der Bühne (Backstage)
- 1991: Monsters (Fernsehserie, Folge: A Face for Radio)